# Ophiactis
Ophiactis är ett släkte av ormstjärnor som beskrevs av Christian Frederik Lütken 1856. Ophiactis ingår i familjen bandormstjärnor.

## Dottertaxa tillOphiactis, i alfabetisk ordning[1][2]
- Ophiactis abyssicola
- Ophiactis affinis
- Ophiactis algicola
- Ophiactis amator
- Ophiactis asperula
- Ophiactis balli
- Ophiactis brachyaspis
- Ophiactis brachygenys
- Ophiactis brachyura
- Ophiactis brasiliensis
- Ophiactis brevis
- Ophiactis canotia
- Ophiactis carnea
- Ophiactis crosnieri
- Ophiactis cyanosticta
- Ophiactis definita
- Ophiactis delagoa
- Ophiactis dispar
- Ophiactis dyscrita
- Ophiactis elegans
- Ophiactis flexulosa
- Ophiactis flexuosa
- Ophiactis fuscolineata
- Ophiactis gymnochora
- Ophiactis hemiteles
- Ophiactis hexacantha
- Ophiactis hirta
- Ophiactis humilis
- Ophiactis kroeyeri
- Ophiactis lethe
- Ophiactis ljungmani
- Ophiactis longibrachia
- Ophiactis longispina
- Ophiactis loricata
- Ophiactis lorioli
- Ophiactis luetkeni
- Ophiactis luteomaculata
- Ophiactis lycidas
- Ophiactis lymani
- Ophiactis macrolepidota
- Ophiactis modesta
- Ophiactis muelleri
- Ophiactis nama
- Ophiactis nidarosiensis
- Ophiactis notabilis
- Ophiactis perplexa
- Ophiactis picteti
- Ophiactis plana
- Ophiactis profundi
- Ophiactis quinqueradia
- Ophiactis resiliens
- Ophiactis rubropoda
- Ophiactis savignyi
- Ophiactis seminuda
- Ophiactis simplex
- Ophiactis sinensis
- Ophiactis spinulifera
- Ophiactis squamata
- Ophiactis tricolor
- Ophiactis tyleri
- Ophiactis virens